# Carole Lombard
Carole Lombard Gable (Fort Wayne, Indiana, 1908. október 6. – Potosi-hegy, Nevada, 1942. január 16.) Oscar-díjra jelölt amerikai színésznő, a parádés komédiák királynője (Queen of Screwball Comedy). 
A harmincas évek legjobban fizetett színésznője volt, karrierje csúcsán tragikusan fiatalon elhunyt egy repülőgép-szerencsétlenségben.

## Élete

### Feltöltve energiával

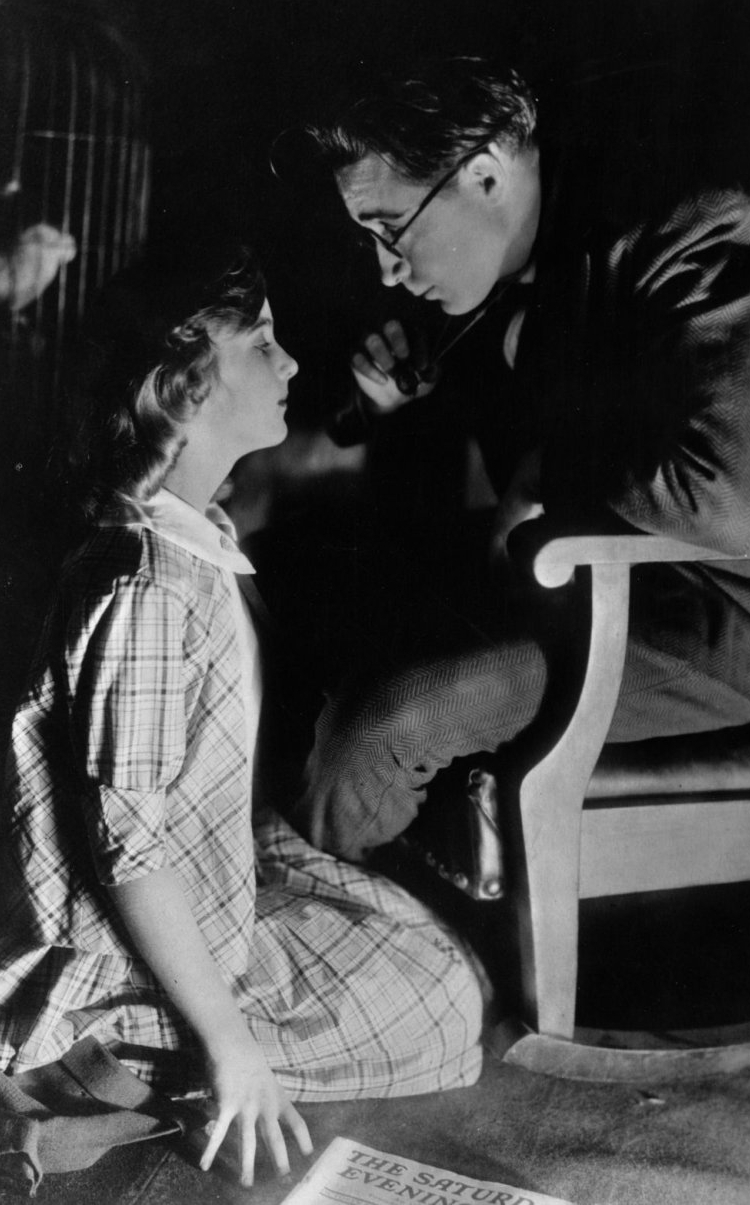
A Perfect Crime (1921): a fiatal Lombard és Monte Blue

Carole Lombard Fort Wayne-ben született 1908-ban, Indiana államban, mint Jane Alice Peters, a család legfiatalabb tagja. Szülei, Frederick Christian Peters és Elizabeth Jayne Peters (szül. Knight) jómódú családból származtak. A kis Jane-nek két bátyja volt, Frederick Charles és John Stuart, akik focira és baseballra tanították, ezért a kislány nagyon fiús és sportos volt az iskolában is: teniszezett, röplabdázott, talajtornázott, emellett szeretett úszni is, és díjakat is nyert.
1914-ben a szülők között feszültté vált a viszony, ezért édesanyjával és bátyjaival Los Angelesbe költöztek. Jane először a Virgil Junior Középiskolába, majd a Fairfaxbe járt. Tizenkét éves volt, mikor egy bizonyos Allan Dwannek szemet szúrt a baseballpályán. Dwan rendező volt, és azonnal tudta, hogy Jane-re van szüksége legújabb filmjéhez, a Perfect Crimehoz. Édesanyja buzdítására Jane elvállalta a főhős testvérének szerepét, és 1921-ben elkészült élete első filmje. Habár a produkció nem lett sikeres és a szerep sem volt túl nagy, Jane már tudta, hogy ezt szeretné csinálni. Tánc- és színjátszó leckéket vett, egy társulattal járta az országot és meghallgatásokon vett részt. A várva várt lehetőség 1924-ig váratott magára, mikor a Fox Pictures szerződést kínált neki Carol Lombard művésznévvel. Az utólag keresztnevéhez hozzáadott -e csak a harmincas évektől vált állandóan használatossá.

### Tapasztalatszerzés
Lombard otthagyta az iskolát, és alacsony költségvetésű kaland- és westernfilmekben szerepelt hetvenöt dollár per hetes fizetéssel. A Fox eleinte csak kisebb szerepeket kínált neki, ahol még a stáblistán sem volt fent a neve. 1925-től lehetősége akadt jobban kitűnni, mint a Marriage in Transit, a Hearts and Spurs és a Durand of the Bad Lands. Lombard nagy szerencsétlenségére még ebben az évben karambolozott. Fejét beverte a szélvédőbe, és az arca bal oldalán az orrától az arccsontjáig egy vágás éktelenkedett. A szerződését felmondták, és Lombard felismerve, hogy karrierje csúfos véget érhet, plasztikai sebészhez fordult, valamint tanulmányozta a fotóművészet praktikáit és megtanulta, hogyan képes sminkkel elfedni a heget.
1927-ben Mack Sennett, egy kanadai születésű rendező szerződtette Lombardot tizenöt rövidfilmre. Sennett stúdiója, a Pathe Exchange felismerte az ifjú színésznőben rejlő potenciált, és komolyabb szerepet szentelt neki. Lombard 1928-as filmjei, a Show Folks és a Ned McCobb's Daughter a kritikusok tetszését is elnyerte. Egy film erejéig, A csirkefogó naplójával visszatért a Foxhoz, amellyel első sikerét is learathatta. A filmiparban ezalatt nagy változások is végbe mentek: a némafilmeket felváltották a hangosak, és sokan, akik nem tudtak alkalmazkodni, munka nélkül maradtak. Lombardot ellenben ez nem érintette, csábító, provokatív és rekedtes hangjával csak még népszerűbb lett. 1929-ben jelent meg első hangosfilmje, a High Voltage, ezt követte a Big News és a Racketeers, amelyek mind bevételben és a kritikusoknál is pozitív irányba repültek.

### A csúcs felé

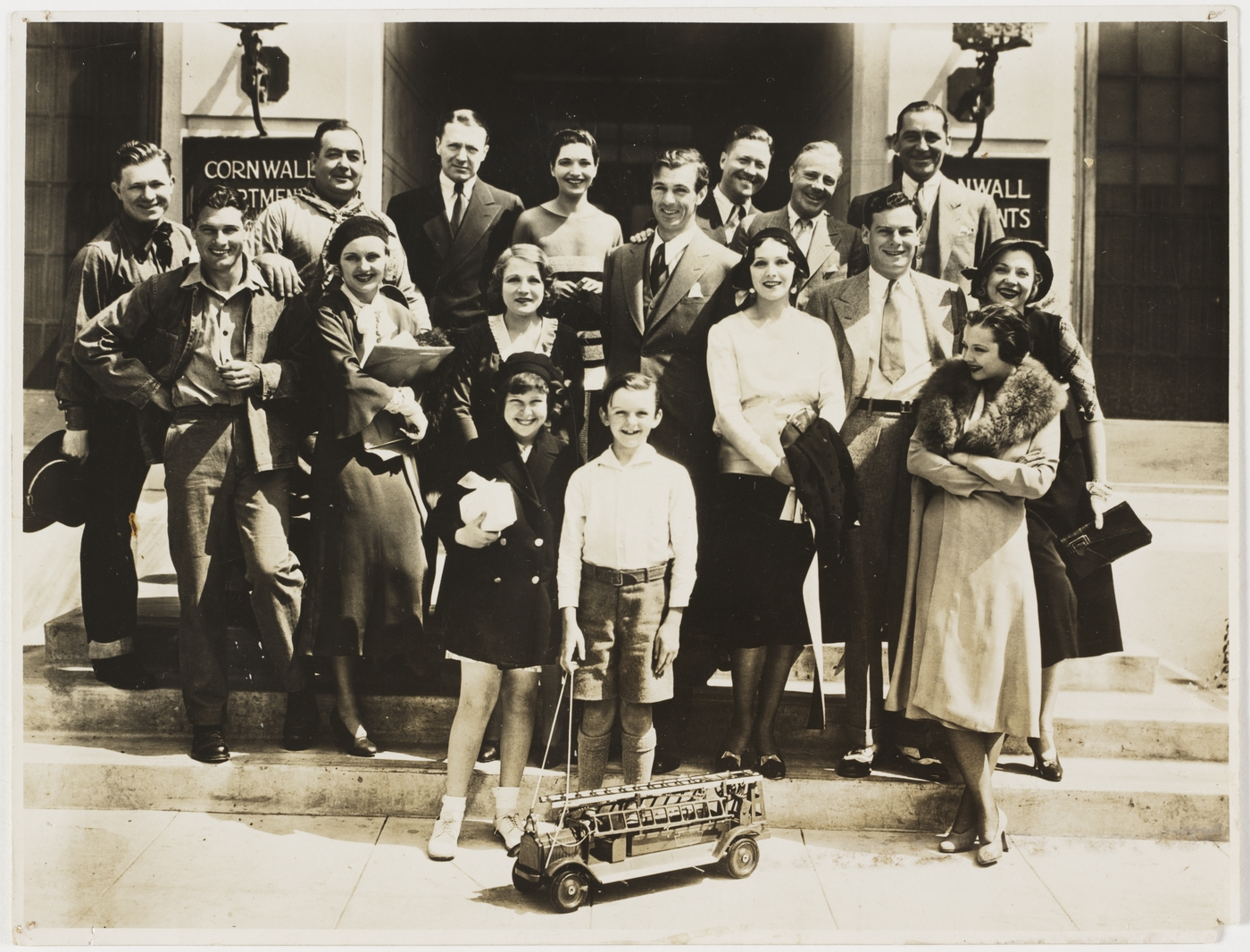
Csoportkép a Cornwall Apartman lakóiról a harmincas években. Lombard a második helyen áll a második sorban

1930-ban Lombard ismét a Foxszal forgatott, és az Arizona Kid hatalmas nagy sikert aratott. A Paramount Pictures lecsapott a színésznőre, és egy háromszázötven dollár per hetes kezdő fizetésről szóló szerződést kötött vele. 1931-ben Lombard William Powell-lel dolgozott együtt, akihez még ebben az évben hozzá is ment. A házasság azonban nem tartott sokáig, 1933-ban elváltak, de barátok maradtak életük végéig. Lombard nem sokkal a válás után közelebb került Clark Gable-höz, akivel 1932-ben a No Man of Her Own forgatása alatt ismerkedett meg, ami egyébként szintén sikeresen teljesített a kasszáknál és a kritikusoknál. 1934-ben Lombard egy musical beütésű filmdrámával kezdett, a Boleróval, ami jól szerepelt a mozikban. Ezután Bing Crosbyval az oldalán játszott a Ma még az enyém vagy című filmben, ami úgyszintén jól teljesített a piacon. Harmadik filmje, a Huszadik század volt az, ami filmsztárrá tette a színésznőt. Lombard partnere John Barrymore volt, aki annyira meg volt elégedve vele, hogy a film leforgatásával egy szignózott képet ajándékozott a nőnek ezzel a felirattal: „a legkiválóbb színésznőnek, akivel valaha együtt dolgozhattam.”

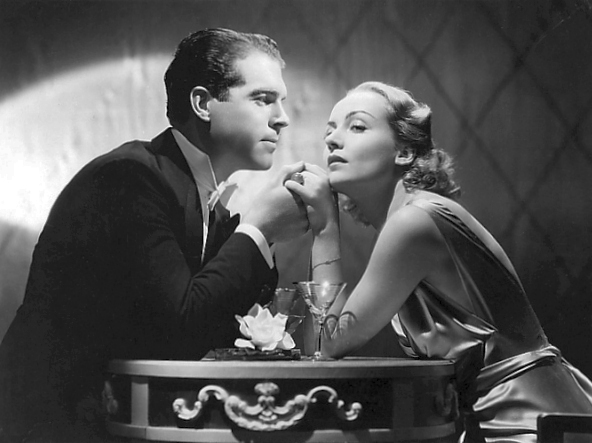
Hands Across the Table Fred MacMurrayjel

Lombard az 1935-öt egy kereskedelmileg megbukott filmmel, a Kubai táncossal kezdte, amit kiegyensúlyozott a Hand Across the Table-lel, amit a színésznő legjobban sikerült filmjének tartanak. 1936-ban a kritikusok elismerését vívta ki a A rejtélyes utas című filmjével, a Godfrey, a lakáj című produkcióval pedig Oscar-díjra jelölték, amiben többek között voltférjével, William Powell-lel volt látható a filmvásznon. Állítólag Powell volt az, aki Lombardot ajánlotta a rendező és a stúdió figyelmébe a szerephez. A Godfrey, a lakájt kulturális jelentőségűnek nyilvánították, és beválasztották a Nemzeti Filmarchívumba. A filmből készült egy színes változat is 1957-ben June Allysonnal és David Nivennel a főszerepben.
Lombard nem nyerte el a díjat, de 1937-re a legnépszerűbb és legjobban fizetett filmcsillagnak számított Hollywood szerte: már négyszázötvenezer dollárt keresett. Három filmet forgatott abban az évben: a Swing High, Swing Low-t, az Ahol semmi sem szentet és a Hazugság, asszony a nevedet, amelyek mindegyike jól teljesített. 1938-tól Lombard szabadúszó színész lett, és csak egy filmet készített az évben a A botrány bolondját.

### A második világháború

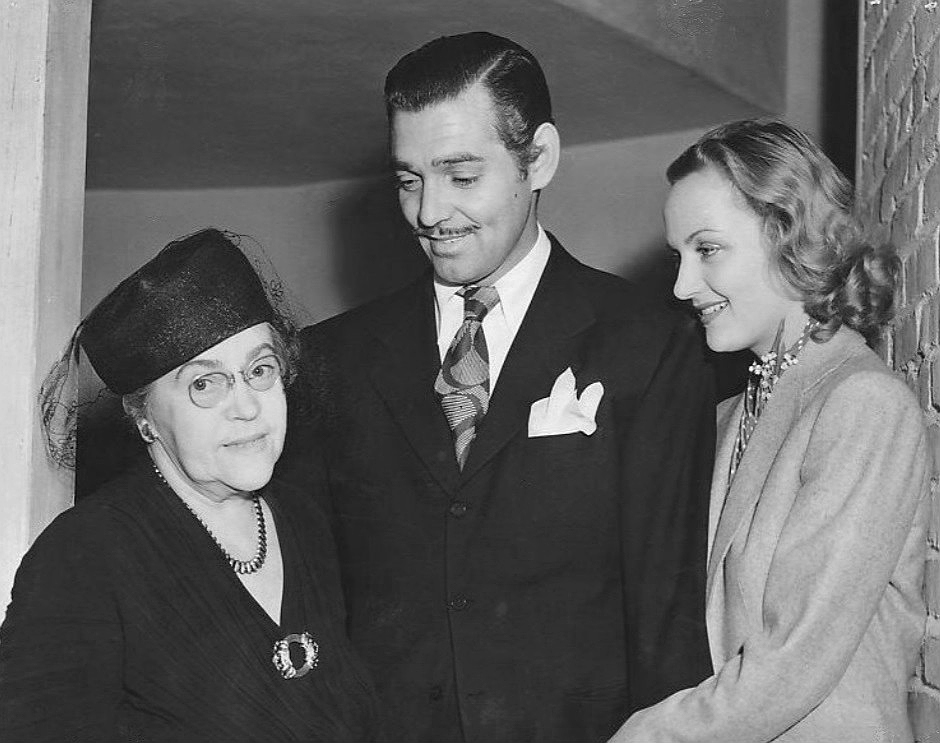
Gable, Lombard és Lombard édesanyja 1939-ben

1939-ben James Stewarttal alkotott egy párt az Egymásnak teremtve című filmben (más fordításban Holtomiglan, holtodiglan), ezután személyes kedvencét, a Csak névleget készítették el. Ugyanebben az évben Clark Gable-nek sikerült elválnia előző feleségétől, és összeházasodott Lombarddal, aki legnagyobb szerelme is volt. 1940-ben Lombardot a nézők a Virrasztás és a They Knew What They Wanted című filmekkel láthatták a nézők. Lombard remélte, hogy elnyeri az Oscar-díjat, és a kritikusok valóban dicséretre méltatták, de a közönség a komor hangulat nem vonzotta, így Lombard visszafordult a komédiák, pontosabban a parádés komédiák műfajához, amit már teljesen magáévá tett. 1941-ben és 1942-ben is egy-egy filmmel jelentkezett, a Végre egy jó házasság (angolul Mr. és Mrs. Smith címen futott) és a Lenni vagy nem lenni címűekkel.

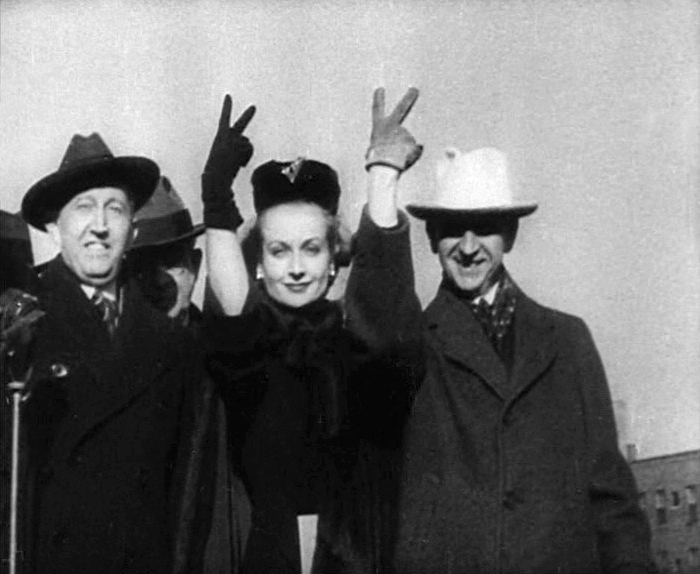
Utolsó felvételek Lombardról Indianapolisban

Az Egyesült Államok 1942-es háborúba lépésével az MGM filmstúdió megbízta Lombardot, hogy adjon el kötvényeket a hadierő támogatására. Lombard Indiana államba utazott többszöri megállással, szigorúan vasúton közlekedve, ahogy azt a lelkére kötötték. A színésznőnek sikerült több mint két millió dollárt összegyűjtenie. Lombard január 16-án azonban végzetes döntést hozott: a hazafele utat nem vonattal, hanem repülővel kívánta megtenni. Röviddel a repülő felszállása után komplikációk léptek fel. Egyes műszerek, amelyek a pilóták segítségére lehettek volna, ki voltak kapcsolva, mert a személyzet tartott a japán bombázóktól. A repülő, egy TWA DC-3-as, lezuhant Nevadában és a Potosi-hegyen kettétörött. A becsapódást senki sem élte túl. Carole Lombarddal utazott még további tizenöt fiatal katonatiszt, Otto Winkler, az MGM PR ügynöke, valamint Lombard édesanyja, Elizabeth Peters.

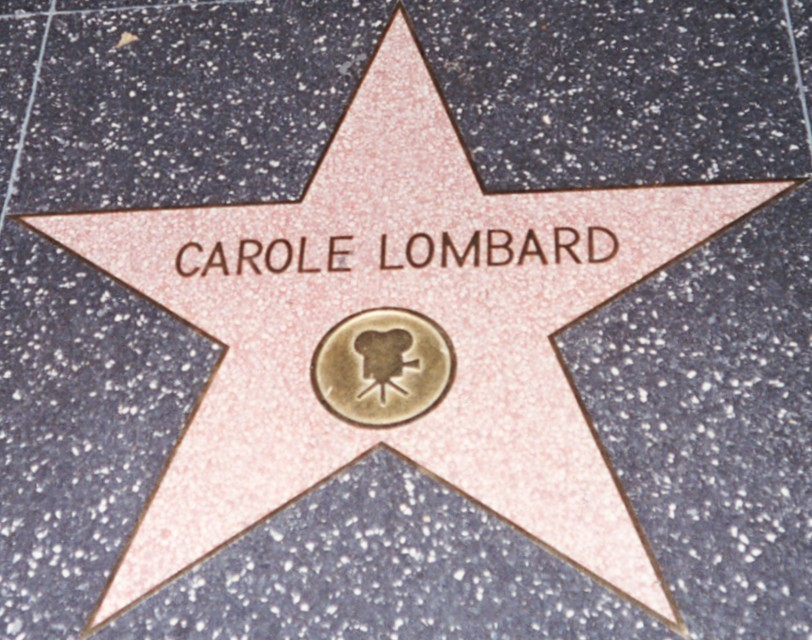
Lombard csillagja

A tragédiát Lombard férje, Gable sosem tudta feldolgozni. Italproblémái voltak, végül azon év augusztusában belépett a hadseregbe, ahol többször is kitüntették sikeres hadjárataiért. Gable a háború után még kétszer házasodott meg éltében, de halála után Lombard mellé temették el. Az amerikai elnök, Franklin D. Roosevelt Lombardnak egy érmet adott, mint az „első nőnek, aki bevetés közben esett el”. Az Amerikai Filmintézet Carole Lombardot beválasztotta minden idők legjobb színészei listájára, amin az előkelő huszonharmadik helyet szerezte meg. Lombard továbbá 1960-ban csillagot is kapott a Hírességek sétányán.

## Filmográfia

### Rövidfilmek

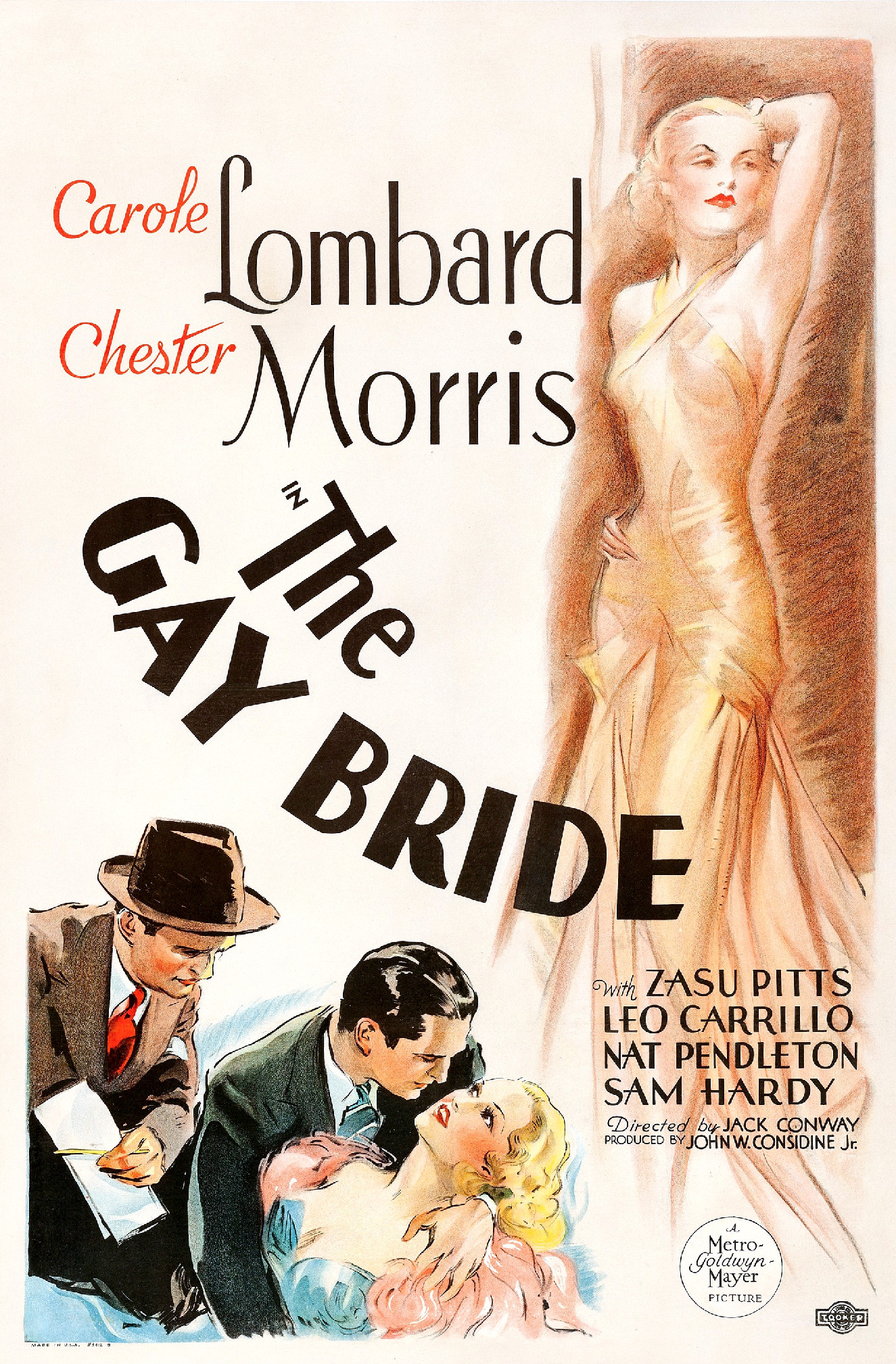
The Gay Bride posztere (1934)

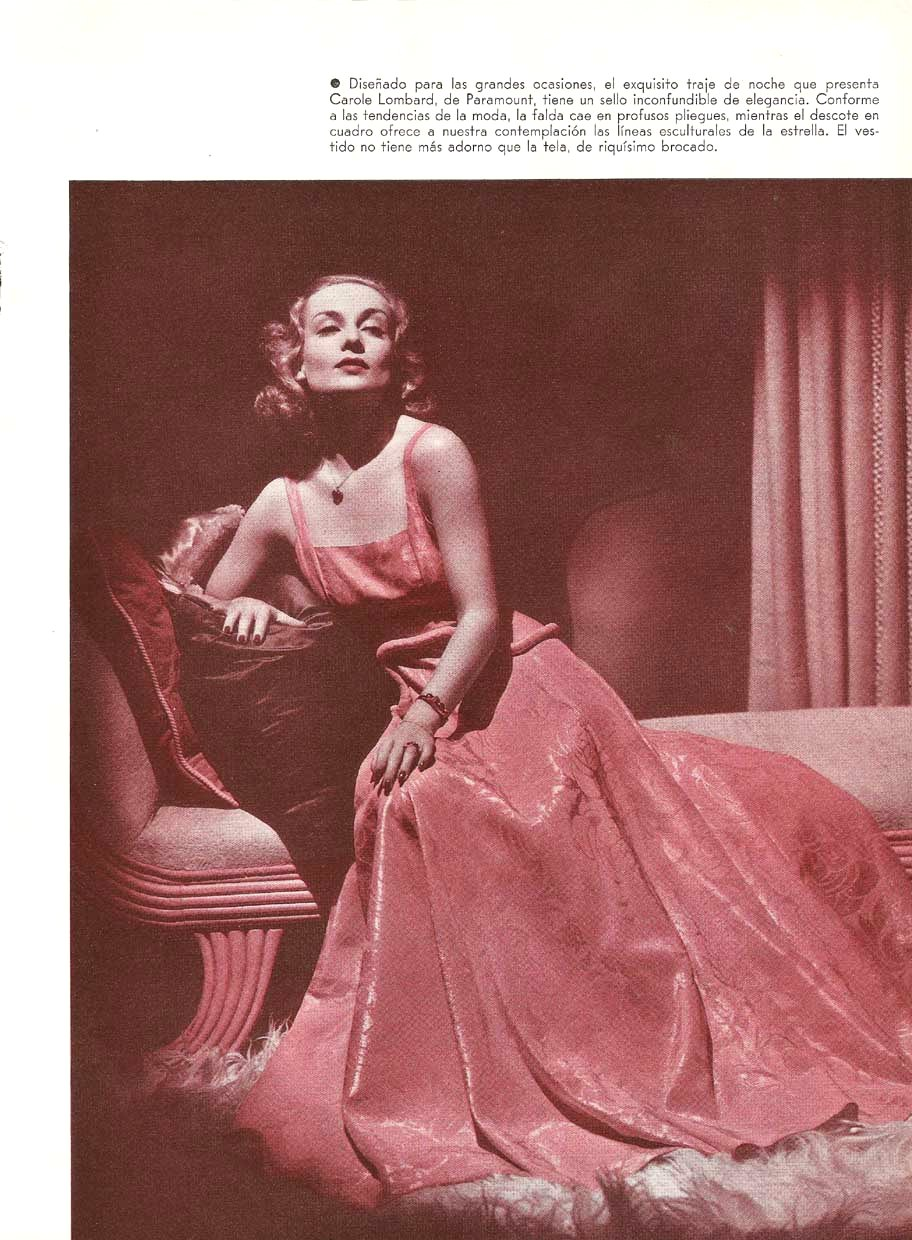
Lombard az Argentin Magazinban (1938)

| Év   | Cím                      | Szerep                          |
| ---- | ------------------------ | ------------------------------- |
| 1927 | Smith's Pony             | Lillian Saunders                |
| 1927 | Gold Digger of Weepah    | jövendőmondó                    |
| 1927 | The Girl from Everywhere | Vera Veranda                    |
| 1928 | Run, Girl, Run           | Norma Nurmi                     |
| 1928 | The Beach Club           | fürdő lány                      |
| 1928 | Smith's Army Life        | Clarence felesége               |
| 1928 | The Best Man             | vendég az esküvőn               |
| 1928 | The Swim Princess        | Trudy                           |
| 1928 | The Bicycle Flirt        | Mabel, a feleség testvére       |
| 1928 | The Girl from Nowhere    | Miss Boyle, a butik tulajdonosa |
| 1928 | His Unlucky Night        | Peggy                           |
| 1928 | Smith's Restaurant       | ?                               |
| 1928 | The Campus Carmen        | Carole                          |
| 1928 | Motorboat Mamas          | utas                            |
| 1928 | Hubby's Weekend Trip     | ?                               |
| 1928 | The Campus Vamp          | Carole                          |
| 1929 | Matchmaking Mamma        | Phyllis                         |
| 1929 | Don't Get Jealous        | lány a cipőfényesítő standnál   |

### Filmek

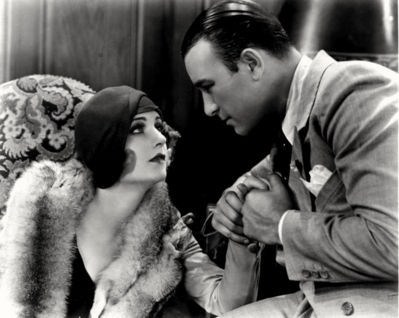
The Racketeer Robert Armstronggal (1929)

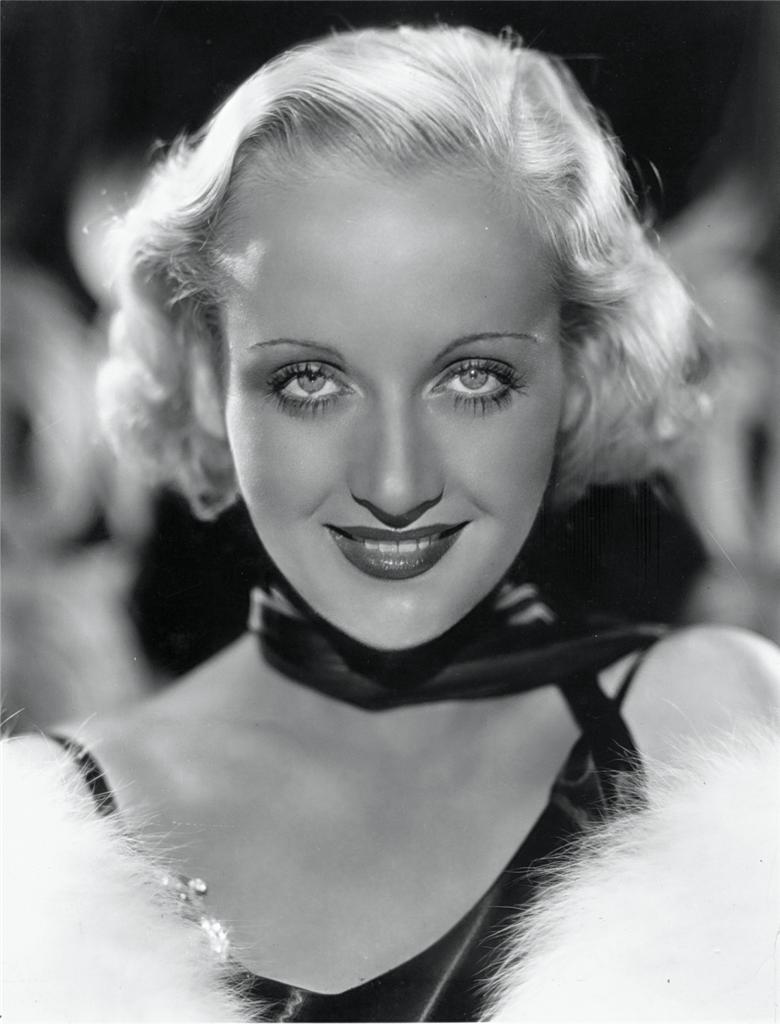
Lombard 1931-ben

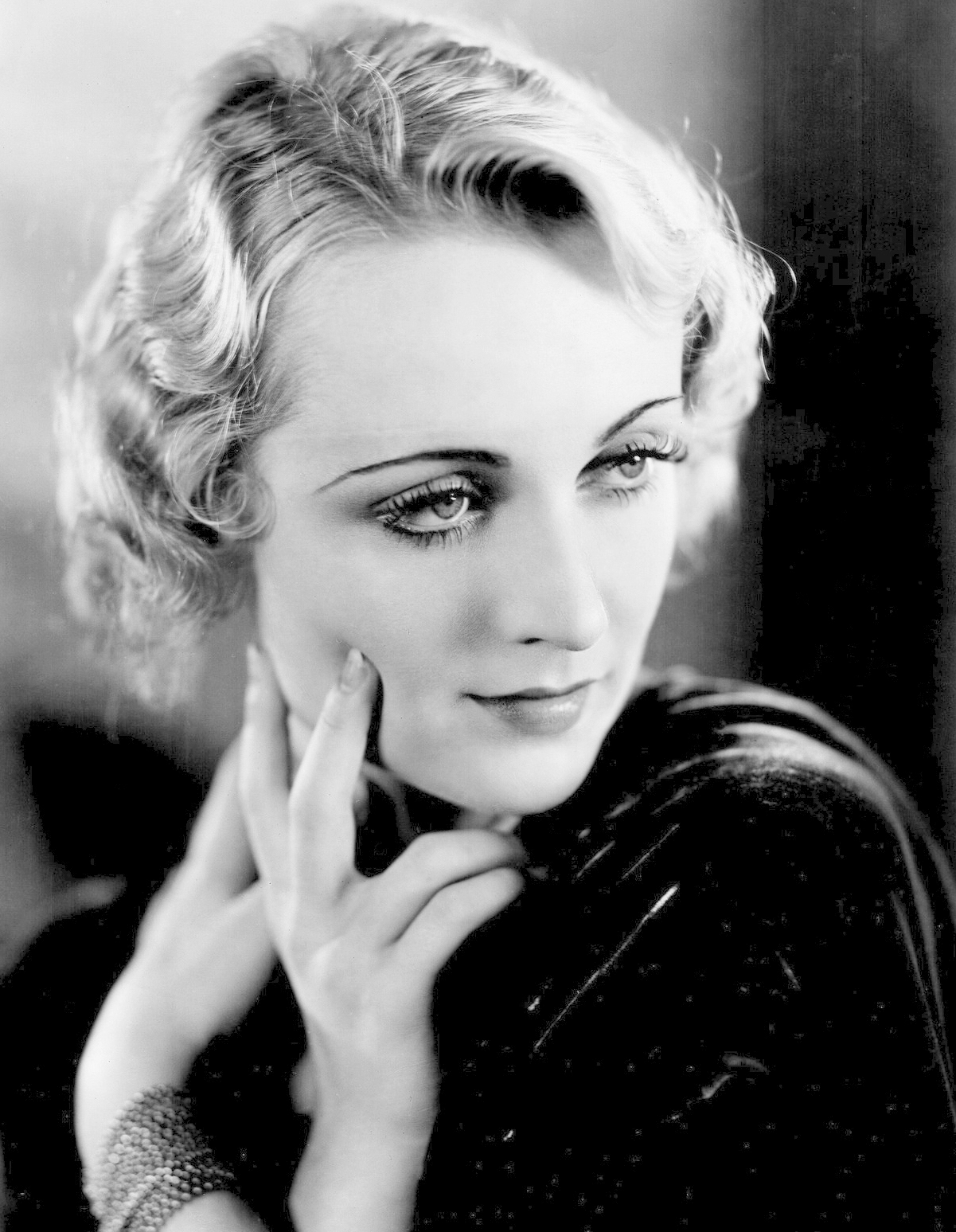
A Paramount Pictures felvétele Lombardról 1932-ben

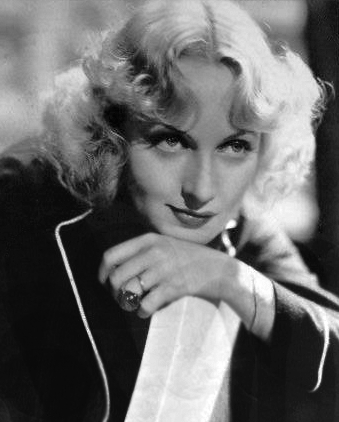
Lombard 1935-ben

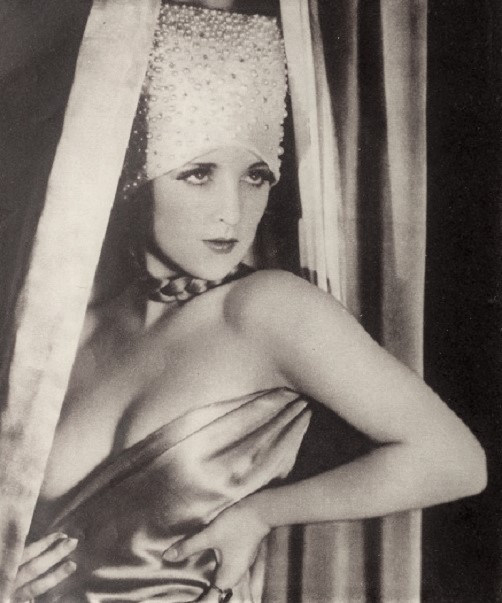
Lombard Cine Mundielnek pózolva 1929-ben

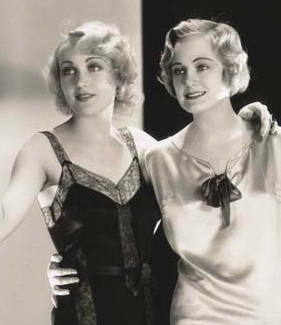
Safety in Numbers Josephine Dunn-nal (1930)

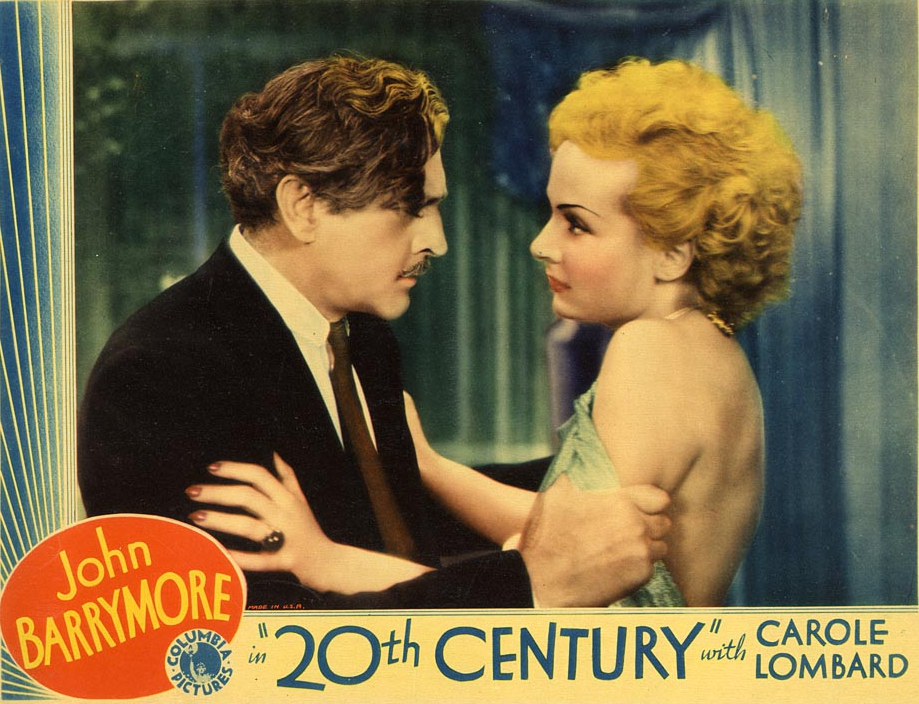
A Huszadik század című film John Barrymore-ral (1934)

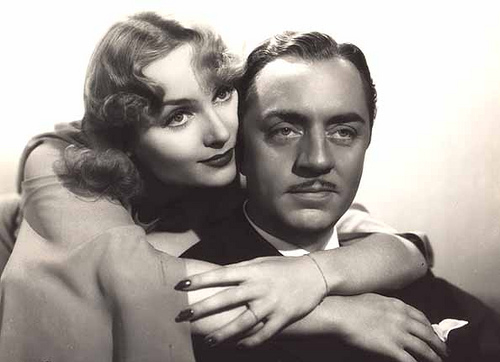
Lombard és Powell

| Év   | Cím                                              | Szerep                       | Magyar hangja                                                    |
| ---- | ------------------------------------------------ | ---------------------------- | ---------------------------------------------------------------- |
| 1921 | A Perfect Crime                                  | Grigg testvére               | –                                                                |
| 1924 | Gold Heels                                       | ?                            | (nincs a stáblistán)                                             |
| 1925 | Dick Turpin                                      | lány a tömegben              | (nincs a stáblistán)                                             |
| 1925 | Marriage in Transit                              | Celia Hathaway               | –                                                                |
| 1925 | Gold and the Girl                                | ?                            | –                                                                |
| 1925 | Hearts and Spurs                                 | Sybil Estabrook              | –                                                                |
| 1925 | Pretty Ladies                                    | showgirl                     | –                                                                |
| 1925 | Durand of the Bad Lands                          | Ellen Boyd                   | –                                                                |
| 1925 | The Plastic Age                                  | (nincs a stáblistán)         | –                                                                |
| 1925 | Ben Hur                                          | rabszolganő                  | (nincs a stáblistán)                                             |
| 1926 | The Road to Glory                                | ?                            | –                                                                |
| 1926 | The Johnstown Flood                              | Gloria barátnője/ cselédlány | –                                                                |
| 1927 | Legjobb lányom                                   | szőke eladólány              | n.a                                                              |
| 1928 | The Divine Sinner                                | Millie Claudért              | –                                                                |
| 1928 | Power                                            | másik hölgy                  | –                                                                |
| 1928 | A csirkefogó naplója                             | Blonde Rosie                 | n.a                                                              |
| 1928 | Show Folks                                       | Cleo                         | –                                                                |
| 1928 | Ned McCobb's Daughter                            | Jennie                       | –                                                                |
| 1929 | High Voltage                                     | Billie Davis                 | –                                                                |
| 1929 | Big News                                         | Margaret Banks               | –                                                                |
| 1929 | The Racketeer                                    | Rhoda Philbrooke             | –                                                                |
| 1930 | The Arizona Kid                                  | Virginia Hoyt                | –                                                                |
| 1930 | Safety in Numbers                                | Pauline                      | –                                                                |
| 1930 | Fast and Loose                                   | Alice O'Neil                 | –                                                                |
| 1931 | It Pays to Advertise                             | Mary Grayson                 | –                                                                |
| 1931 | Man of the World                                 | Mary Kendall                 | –                                                                |
| 1931 | Ladies' Man                                      | Rachel Fendley               | –                                                                |
| 1931 | Up Pops the Devil                                | Anne Merrick                 | –                                                                |
| 1931 | I Take This Woman                                | Kay Dowling                  | –                                                                |
| 1932 | No One Man                                       | Penelope "Nep" Newbold       | –                                                                |
| 1932 | Sinners in the Sun                               | Doris Blake                  | –                                                                |
| 1932 | Virtue                                           | Mae                          | –                                                                |
| 1932 | No More Orchids                                  | Annie Holt                   | –                                                                |
| 1932 | No Man of Her Own                                | Connie Randall               | –                                                                |
| 1933 | From Hell to Heaven                              | Colly Tanner                 | –                                                                |
| 1933 | A lélek bosszúja                                 | Roma Courtney                | n.a                                                              |
| 1933 | The Eagle and the Hawk                           | a gyönyörű hölgy             | –                                                                |
| 1933 | Brief Moment                                     | Abby Fane                    | –                                                                |
| 1933 | Fehér asszony a pokolban                         | Judith Denning               | n.a                                                              |
| 1934 | Bolero                                           | Helen Hathaway               | –                                                                |
| 1934 | Ma még az enyém vagy                             | Doris Worthington            | n.a                                                              |
| 1934 | Huszadik század                                  | Lily Garland                 | n.a                                                              |
| 1934 | Ez a kislány eladó                               | Toni Carstairs Day           | n.a                                                              |
| 1934 | Lady by Choice                                   | Alabam Lee                   | –                                                                |
| 1934 | The Gay Bride                                    | Mary Magiz                   | –                                                                |
| 1935 | Kubai táncos                                     | Diana Harrison               | n.a                                                              |
| 1935 | Hands Across the Table                           | Regi Allen                   | –                                                                |
| 1936 | Makrancos menyasszony                            | Kay Colby                    | n.a                                                              |
| 1936 | A rejtélyes utas                                 | Olga hercegnő                | n.a                                                              |
| 1936 | Godfrey, a lakáj                                 | Irene Bullock                | Kovács Patrícia                                                  |
| 1937 | Swing High, Swing Low                            | Maggie King                  | –                                                                |
| 1937 | Ahol semmi sem szent                             | Hazel Flagg                  | 1. magyar változat: Jani Ildikó 2. magyar változat: Létay Dóra   |
| 1937 | Hazugság, asszony a neved                        | Helen Bartlett               | n.a                                                              |
| 1938 | A botrány bolondja                               | Kay Winters                  | n.a                                                              |
| 1939 | Holtomiglan, holtodiglan vagy Egymásnak teremtve | Jane Mason                   | 1. magyar változat: Csűrös Karola 2. magyar változat: Orosz Anna |
| 1939 | Csak névleg                                      | Julie Eden                   | n.a                                                              |
| 1940 | Virrasztás                                       | Anne Lee                     | n.a                                                              |
| 1940 | They Knew What They Wanted                       | Amy Peters                   | –                                                                |
| 1941 | Végre egy jó házasság                            | Ann Krausheimer Smith        | n.a                                                              |
| 1942 | Lenni vagy nem lenni                             | Maria Tura                   | 1. magyar változat: Bánki Zsuzsa 2. magyar változat: Földi Teri  |

## Díjak és jelölések
- 1937: Oscar-díj a legjobb női főszereplőnek (jelölés) – Godfrey, a lakáj
- 1960: csillag a Hírességek sétányán mozgókép kategóriában